# Cunaxa papuliphora
Cunaxa papuliphora är en spindeldjursart som beskrevs av Sergeyenko 2009. Cunaxa papuliphora ingår i släktet Cunaxa och familjen Cunaxidae. Inga underarter finns listade i Catalogue of Life.